# Universitas Cantat

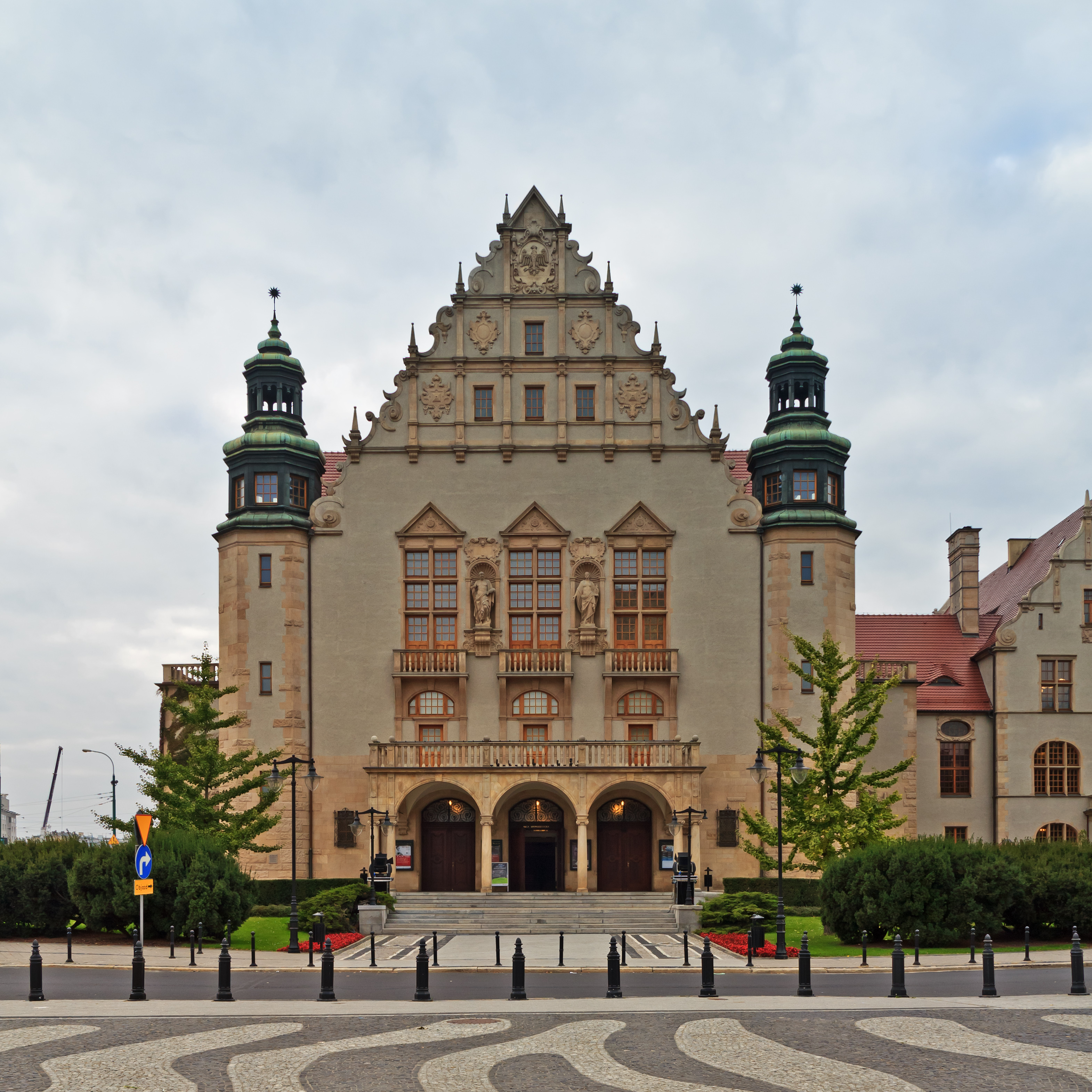
Aula Uniwersytecka w Poznaniu

Universitas Cantat – międzynarodowy festiwal chórów uniwersyteckich, który odbywa się w Poznaniu od 1998 roku. Głównym jego punktem jest Koncert Finałowy, gdzie obok przeglądu chórów w pierwszej części ma miejsce premierowe wykonanie przez wszystkie chóry z towarzyszeniem Orkiestry Symfonicznej utworu finałowego, specjalnie napisanego na to wydarzenie. Festiwal ma charakter niekonkursowy, a wstęp na wszystkie koncerty jest bezpłatny.

## Cele
- poznawanie kultury muzycznej wielu narodów świata;
- prezentacja i promocja rodzimej muzyki chóralnej;
- nawiązywanie nowych znajomości, wymiana doświadczeń;
- promocja miasta i regionu.

## Historia
Festiwal chóralny „Universitas Cantat” odbywa się w Poznaniu od 1998 roku. Inicjatorem tego wydarzenia był Stefan Jurga, ówczesny Rektor Uniwersytetu im. Adama Mickiewicza w Poznaniu, wieloletni członek zespołu chóralnego, a następnie prezes Chóru Akademickiego UAM.

idea wspólnego spotkania sprawdziła się, a konfrontacje dokonań artystycznych i umiejętności wykonawczych poszczególnych zespołów uniwersyteckich wzbogaciła ich doświadczenia. Nawiązały się kontakty, a nawet przyjaźnie między chórami, a nade wszystko została pobudzona aktywność kulturalna i twórcza studenckich środowisk muzycznych

Dyrektorem artystycznym festiwalu jest od samego początku Krzysztof Szydzisz, profesor Akademii Muzycznej w Bydgoszczy, a wicedyrektorem – Joanna Piech-Sławecka. Oboje są dyrygentami Chóru Kameralnego UAM. Festiwal początkowo odbywał się co roku, a od 2003 co dwa lata. W pierwszej jego edycji udział wzięły chóry uniwersyteckie z całej Polski, kolejne edycje miały już zasięg międzynarodowy.
Głównym celem festiwalu jest pokazanie bogactwa różnorodności kultury muzycznej reprezentowanych krajów, bowiem uczestnicy podczas występów prezentują muzykę rodzimą. Ważnym celem jest również promocja miasta i regionu. Koncerty festiwalowe – dwudziestominutowe półrecitale poprzedzające koncert finałowy, odbywają się w Auli Uniwersyteckiej. Ponadto każdy z uczestniczących w festiwalu zespołów chóralnych występuje gościnnie także w szkołach, uczelniach, kościołach, ośrodkach kulturalnych i salach koncertowych w różnych w miastach i miasteczkach Wielkopolski, m.in. w Wągrowcu, Grodzisku Wielkopolskim, Murowanej Goślinie, Obornikach, Czempiniu, Szamotułach, Pile i Dąbrówce. Podczas tych kilku dni festiwalowych rozbrzmiewają najróżniejsze kompozycje: od wielogłosowych ukraińskich i rosyjskich opracowań folkloru, przez latynoskie rytmy samby i rumby, po światowe przeboje w nowych aranżacjach.

Chcemy, żeby chóry śpiewały nam repertuar z krajów, z których pochodzą. Nie chcemy, by chórzyści śpiewali nam tu po polsku, lecz by pokazywali nam swoją kulturę i swoją specyfikę

Kulminacją całego festiwalu jest koncert finałowy, składający się z dwóch części. W części pierwszej następuje krótka prezentacja poszczególnych chórów biorących udział w Festiwalu, natomiast w drugiej – wspólny występ wszystkich uczestników, którzy tworzą tzw. „chór chórów”. Liczący ok. 500 osób zespół wykonuje w Auli Uniwersyteckiej utwór finałowy z towarzyszeniem Orkiestry Symfonicznej autorstwa polskiego, napisane specjalnie na to wydarzenie przez współcześnie żyjącego kompozytora.
Dotychczas wykonywane utwory finałowe:
- 1998 – „Litania ad Spiritum Sanctum” (Litania do Ducha Świętego) Zbigniewa Kozuba[4];
- 1999 – „Angelus” Wojciecha Kilara, tekst: modlitwa „Pozdrowienie Anielskie” (Zdrowaś Maryjo)[5][6];
- 2000 – „Beati estis” Zbigniewa Kozuba[7];
- 2001 – „Ad Iuventatem” Marka Jasińskiego, tekst: Oda do młodości Adama Mickiewicza w łacińskiej parafrazie Andrzeja Wójcika;
- 2002 – Symfonia „Nihil homine Mirabilius” Krzesimira Dębskiego, tekst: Antygona Sofoklesa;
- 2003 – II Symfonia „Ver Redit” (Powrót wiosny) Krzesimira Dębskiego, tekst: Die Gedichte des Codex Buranus, Zürich und München 1974, nr 74[8];
- 2005 – Symfonia „Festinemus amare homines” Pawła Łukaszewskiego[9];
- 2007 – „Raptus Europae” (Porwanie Europy) Marka Jasińskiego, tekst: fragmenty starogreckiego tekstu Europa Moschosa w przekładzie łacińskim Karla Friedricha Ameis;
- 2009 – „Exegi Monumentum” (Wybudowałem pomnik) Romualda Twardowskiego[10];
- 2011 – „Amor Vincit” Miłosza Bembinowa, tekst: fragmenty „Carmina Burana”[11][12];
- 2013 – „Origo Mundi” Jaceka Sykulskiego, tekst: fragmenty „Metamorfoz” Owidiusza[13];
- 2015 – „Arion” Zuzanny Koziej, tekst: fragmenty „Kalendarza (Fasti)” Owidiusza[14].
- 2017 – „Amor i Psyche” Miłosza Bembinowa do tekstu mitu wg Apulejusza.
- 2022 – „Dodola” Angela Spiroskiego oraz „I am semper” Jacka Sykulskiego.

Od początku istnienia festiwalu dzieła finałowe były zamawiane, jednak w 2015 postanowiono odejść od tej formuły, powołano jury i ogłoszono Konkurs kompozytorski na utwór finałowy. Konkurs wygrała kompozycja Arion na chór mieszany i orkiestrę smyczkową Zuzanny Koziej – młodej kompozytorki, studentki II roku kompozycji na Uniwersytecie Muzycznym Fryderyka Chopina w Warszawie. Wykonany został on w finale przez chórzystów z towarzyszeniem Orkiestry Kameralnej Polskiego Radia „Amadeus” pod dyrekcją Agnieszki Duczmal.
Od 2005 koncerty finałowe są na żywo transmitowane w internecie oraz rejestrowane, a nagrania ukazują się w formie płyt.
W 2011 nakładem wydawnictwa Acte Préalable wydany został pięciopłytowy zestaw z zapisem wszystkich koncertów finałowych Międzynarodowego Festiwalu Chórów Uniwersyteckich pt. „Universitas Cantat 1998-2011”. Jest to ponad 338 minut muzyki polskich kompozytorów, m.in. Pawła Łukaszewskiego i Wojciecha Kilara w wykonaniu chórów uniwersyteckich.
26 kwietnia 2003 roku, w 750. rocznicę nadania Poznaniowi praw miejskich przez książąt wielkopolskich Przemysła I i Bolesława Pobożnego, chóry uczestniczące w VI edycji Międzynarodowego Festiwalu Chórów Uniwersyteckich „Universitas Cantat” (ok. 700 osób) pod batutą stojącego na strażackim wysięgniku Krzesimira Dębskiego, uświetniły początek Wielkiej Parady Lokacyjnej wspólnym odśpiewaniem międzynarodowej pieśni o Poznaniu, skomponowanej przez Krzesimira Dębskiego do słów Juliusza Kubla.
15. Jubileuszowy Universitas Cantat był częścią projektu europejskiego “WeBEUnited”. Projekt ten stanowi porozumienie między czterema państwami partnerskimi projektu: Belgią, Węgrami, Polską i Włochami oraz sześcioma państwami Bałkanów Zachodnich: Czarnogórą, Serbią, Macedonią Północną, Albanią, Bośnią i Hercegowiną oraz Kosowem.

## Organizatorzy
- Uniwersytet im. Adama Mickiewicza w Poznaniu
- Chór Kameralny UAM
- Stowarzyszenie Przyjaciół Chóru Kameralnego UAM.

## Uczestnicy
Festiwal jest otwarty dla wszystkich kategorii chórów akademickich. Uczestnikami Festiwalu są chóry akademickie z całego świata. W szesnastu dotychczasowych edycjach Festiwalu wzięło udział około 6000 wykonawców – 100 chórów z 30 państw, m.in. Austrii, Bułgarii, Czarnogóry, Czech, Ekwadoru, Filipin, Francji, Finlandii, Hiszpanii, Kosowa, Litwy, Łotwy, Macedonii Północnej, Meksyku, Mołdawii, Niemiec, Puerto Rico, Polski, Republiki Południowej Afryki, Rosji, Serbii, Szwecji, Tajlandii, Węgier oraz Wielkiej Brytanii.
Od 12. edycji festiwalu grono uczestników poszerzyło się o chóry działające przy uczelniach wielkopolskich.

## Rada programowa
- Paweł Łukaszewski
- Krzesimir Dębski
- Miłosz Bembinow
- Jacek Sykulski
- Zbigniew Kozub
- Fernando Gil Estrada
- Alina Kurczewska
- Ewa Mikołajewska
- Sylwester Dworacki
- Andrzej Chylewski
- Marek Dyżewski
- Elżbieta Gryń-Stasik
- Romuald Połczyński
- Ewa Schreiber
- Agnieszka Franków-Żelazny

## Patronat
Festiwal odbywa się pod patronatem JM Rektora Uniwersytetu im. Adama Mickiewicza w Poznaniu.
10. Jubileuszowa edycja, w 2011 roku odbyła się pod honorowym patronatem Prezydenta Rzeczypospolitej Polskiej Bronisława Komorowskiego.
14. Festiwal, który odbył się w 2019 roku, stał się częścią obchodów Jubileuszu 100-lecia Uniwersytetu Poznańskiego objętych patronatem honorowym Prezydenta Rzeczypospolitej Polskiej Andrzeja Dudy.